# أمينة محمد نجيب
أمينة بنت محمد نجيب (1887-1917) هي شاعرة مصرية ولدت في القاهرة. لم يجمع شعرها في ديوان مما أدى إلى فقدان معظمه ولم يبق إلا قليلًا. أوردت مجلة «فتاة الشرق» بعضًا من شعرها. أخوها الكاتب مصطفى نجيب، وتزوجت وانجبت ثلاث اولاد، مات منهم اثنان فرثتهما بشعر. ولها شعر غنائي ووجداني وصفي وديني. توفيت سنة 1917 في القاهرة في سن الثلاثين.

## مجاميع شعرية
أعلام النساء في عالمي العرب والإسلام - الجزء الأول، عمر رضا كحالة.